# Johann Friedrich Reichert
Johann Friedrich Reichert oder Johannes Reichert (* in Leipzig, gest. 1797 in Weimar) war sachsen-weimarischer Hofgärtner. Er stammte aus Leipzig.

## Leben
Der aus Leipzig stammende Reichert war Hofgärtner in Sachsen-Weimar von 1777 bis 1796. Er  war Nachfolger von Johann Ernst Gentzsch. Im Unterschied zu den Hofgärtnern Carl Heinrich Gentzsch und Johann Gottlieb Bleidorn war Reichert, der als eine etwas schwierige Person galt, die zwar gartenkünstlerisch nicht als besonders originell bzw. kreativ galt, die jedoch ausgezeichnete botanische Kenntnisse besaß, die auch Goethe schätzte, nicht allein für den Park an der Ilm oder Tiefurt zuständig, sondern ebenso für Belvedere. Eigentlich hatte Reichert der Parkentwicklung durch seinen Baumschulengarten und seine reichhaltige Zucht in- und ausländischer Bäume und Sträucher und durch seine Pflanzenlieferungen laut Wolfgang Huschke dem Ilmpark wertvollste Dienste geleistet. Reichert war es auch, der von Carl August beauftragt wurde, den Garten, der jenes verfallene Haus, das Goethes Gartenhaus werden sollte, umgab, 1776 zu gestalten.
Johann Conrad Sckell wurde 1796 Reicherts Nachfolger als Garteninspektor in Belvedere.